# L'Éloignement
L'Éloignement est une pièce de théâtre de Loleh Bellon créée le 12 septembre 1987 au Théâtre de la Gaîté-Montparnasse.

## Théâtre de la Gaîté-Montparnasse,1987
Du 12 septembre 1987 au 30 janvier 1988 au Théâtre de la Gaîté-Montparnasse.
- Mise en scène : Bernard Murat
- Décors : Nicolas Sire
- Costumes : Carine Sarfati
- Lumières : Jacques Wenger
- Personnages et interprètes :
  - Denise : Macha Méril
  - Charles : Pierre Arditi
  - M. Lejeune : Gilles Gaston-Dreyfus
  - Michel : Jean Benguigui
  - La journaliste : Sylvie Flepp
  - Nina : Catherine Ferrière

Loleh Bellon reçoit pour cette pièce le Molière de l'auteur en 1988. Le spectacle est également nommé dans trois autres catégories : Molière de la comédienne, Molière du metteur en scène, Molière du théâtre privé.

## Théâtre Édouard VII,2009
Quelques représentations avant la diffusion le 2 mai 2009 en direct sur France 2.
- Mise en scène : Bernard Murat
- Personnages et interprètes :
  - Denise : Carole Bouquet
  - Charles : Pierre Arditi
  - M. Lejeune : Gilles Gaston-Dreyfus
  - Michel : Bernard Murat
  - La journaliste : Sylvie Flepp
  - Nina : Émilie Chesnais